# Rose Bowl 2018
Match précédent Match suivant
Le Rose Bowl 2018 est un match de football américain de niveau universitaire joué après la saison régulière de 2017, le 1er janvier 2018 au Rose Bowl de Pasadena dans l'état de Californie aux États-Unis.
Il s'agit de la 104e édition du Rose Bowl. Il compte comme demi-finale du College Football Playoff. Son vainqueur affrontera au Mercedes-Benz Stadium d'Atlanta en Géorgie le vainqueur du Sugar Bowl 2018 lors du College Football Championship Game 2018.
Le match met en présence les équipes des Bulldogs de la Géorgie issus de la Southeastern Conference et des Sooners de l'Oklahoma issus de la Big 12 Conference.
Il débute à 14 heures locales et est retransmis en télévision sur ESPN et ESPN Deportes.
Sponsorisé par la société Northwestern Mutual (en), le match est officiellement dénommé le College Football Playoff Semifinal at the Rose Bowl Game 2018 presented by Northwestern Mutual.
Bulldogs de la Géorgie gagne le match sur le score de 54 à 48.

## La parade des Roses
La Rose Parade 2018 a débuté à 08 heures locales. Des chars floraux, fanfares et divers groupes équestres ont défilé tout au long du Boulevard Colorado sur une distance de 8,9 km. Le thème de cette année était Faire la différence (Making A Difference) et son Grand Maréchal (Grand Marshal (en)) était l'acteur Gary Sinise.

## Activités d'avant-match
Les activités d'avant match se sont tenues sur le parking du Rose Bowl Stadium ainsi que sur celui du parcours de golf de Brookside. La cérémonie 2017 d'intronisation au Rose Bowl Hall of Fame s'est déroulée le 30 décembre 2017 dans le stade (parking K) de midi à 13 h 30. Les nouveaux membres sont Mack Brown (en) (Texas), Cade McNown (UCLA), Charles Woodson (Michigan) ainsi que le docteur Charles Fremont West (en) (Washington & Jefferson) lequel était représenté par sa fille.

## Présentation du match
Traditionnellement, le match met en présence deux équipes issues l'une de la Big Ten Conference et l'autre de la Pacific-12 Conference. Cependant, tous les trois ans selon un calendrier préétabli, lorsque le Rose Bowl constitue une demi-finale du College Football Playoff, il peut accueillir deux équipes de n'importe quelle conférence.
| Équipes                                                                                        | Conférences | Entraîneurs        | Stats. saison rég. | Classements avant le bowl CFP-AP-Coaches |
| ---------------------------------------------------------------------------------------------- | ----------- | ------------------ | ------------------ | ---------------------------------------- |
| Bulldogs de la Géorgie                                                                         | SEC         | Kirby Smart        | 12 - 1             | #3 - #3 - #3                             |
| Sooners de l'Oklahoma                                                                          | Big 12      | Lincoln Riley (en) | 12 - 1             | #2 - #2 - #2                             |
| Arbitre : Jeff Heaser (ACC) Équipe donnée favorite par les bookmakers : Georgia par 2,5 points |             |                    |                    |                                          |

Il s'agit de la toute première rencontre entre ces deux équipes.

### Bulldogs de la Géorgie
Avec un bilan global en saison régulière de 12 victoires et 1 défaites, Georgia est éligible et accepte l'invitation pour participer au Rose Bowl de 2018.
Ils terminent 1er de la East Division de la Southeastern Conference avec un bilan en matchs de division de 7 victoires et 1 défaites. Ils remportent ensuite la finale de conférence 28 à 7 contre les Tigers d'Auburn.
À l'issue de la saison 2017 (bowl non compris) et avec un bilan global de "12-1", ils sont classés #3 aux classements CFP , AP et Coaches.
Il s'agit de leur 2e participation au Rose Bowl après celui du 1er janvier 1943, victoire 9 à rien contre les Bruins d'UCLA.

### Sooners de l'Oklahoma
Avec un bilan global en saison régulière de 12 victoires et 1 défaites, Oklahoma est éligible et accepte l'invitation pour participer au Rose Bowl de 2018.
Ils terminent 1er de la Big 12 Conference avec un bilan de conférence de 8 victoires et 1 défaites. Ils remportent ensuite la finale de conférence 41 à 17 contre les Horned Frogs de TCU.
À l'issue de la saison 2017 (bowl non compris) et un bilan de "12-1" , ils seront classés #2 aux classements CFP ,AP et Coaches.
Il s'agit de leur 2e participation au Rose Bowl après celle du 1er janvier 2003, victoire 34 à 14 contre les Cougars de Washington State.

## Résumé du match
Début du match à 14 h 12, fin à 18 h 17 pour une durée totale de jeu de 4 heures et 5 minutes.
Températures de 22 °C, vent de Sud de 2 km/h, ensoleillé.
C'est Oklahoma qui gère et contrôle le début du match. Emmenés par leur QB Baker Mayfield, finaliste du Trophée Heisman, ils se détachent pour mener 31 à 17 à la mi-temps. Lors du troisième quart-temps, Georgia v inscrire quatorze points alors que Olklahoma reste muet. Les Bulldogs reviennent dès lors à égalité et le jeu s'équilibre lors du quatrième quart-temps. À 55 secondes de la fin du temps réglementaire, QB Nick Chubb inscrit un TD à la suite d'une course de 2 yards. Les équipes sont de nouveau à égalité. Il ne reste plus assez de temps aux Sooners pour marquer à nouveau.
Le Rose Bowl va dès lors se jouer en prolongation pour la toute première fois de son histoire.
Ce sont les Sooners qui gagnent le coin toss et ils choisissent de défendre en premier. Les deux équipes inscrivent un FG lors de la première prolongation. Une seconde est donc nécessaire. Les Bulldogs bloquent la tentative de FG du Kicker des Sooners. Ils vont ensuite remporter le match grâce à un TD inscrit par leur RB Sony Michel lors d'un deuxième down. Ce dernier est élu MVP du match.
| QT          | Temps       | Drive       | Drive       | Drive       | Équipe      | Description de l'action | Score | Score |
| QT          | Temps       | Jeux        | Yards       | TDP         | Équipe      | Description de l'action | UGA   | OKLA  |
| ----------- | ----------- | ----------- | ----------- | ----------- | ----------- | --- | ----- | ----- |
| 1           | 11:31       | 6           | 80          | 02:06       | OKLA        | TD de 13 yards par WR Marquise Brown à la suite d'une réception d'une passe de QB Baker Mayfield + 1 extra-point par K Austin Seibert  | 0     | 7     |
| 1           | 08:27       | 6           | 75          | 03:04       | UGA         | TD de 13 yards par RB Sony Michel à la suite d'une réception d'une passe de QB Jake Fromm + 1 extra-point par K Rodrigo Blankenship    | 7     | 7     |
| 1           | 06:56       | 6           | 75          | 01:31       | OKLA        | TD à la suite d'une course de 9 yards par RB Rodney Anderson + 1 extra-point par K Austin Seibert                                      | 7     | 14    |
| 2           | 14:12       | 5           | 69          | 02:36       | OKLA        | TD à la suite d'une course de 41 yards par RB Rodney Anderson + 1 extra-point par K Austin Seibert                                     | 7     | 21    |
| 2           | 14:00       | 1           | 75          | 00:12       | UGA         | TD à la suite d'une course de 75 yards par RB Sony Michel + 1 extra-point par K Rodrigo Blankenship                                    | 14    | 21    |
| 2           | 09:12       | 11          | 54          | 04:48       | OKLA        | FG de 38 yards par K Austin Seibert | 14    | 24    |
| 2           | 00:06       | 10          | 90          | 03:22       | OKLA        | TD de 2 yards par QB Baker Mayfield à la suite d'une réception d'une passe de WR CeeDee Lamb + 1 extra-point par K Austin Seibert      | 14    | 31    |
| 2           | 00:00       | 2           | 9           | 00:06       | UGA         | FG de 55 yards par K Rodrigo Blankenship                                                                                               | 17    | 31    |
| 3           | 12:25       | 1           | 50          | 00:11       | UGA         | TD à la suite d'une course de 50 yards par RB Nick Chubb + 1 extra-point par K Rodrigo Blankenship                                     | 24    | 31    |
| 3           | 00:41       | 6           | 71          | 02:35       | UGA         | TD à la suite d'une course de 38 yards par RB Sony Michel + 1 extra-point par K Rodrigo Blankenship                                    | 31    | 31    |
| 4           | 13:57       | 2           | 4           | 00:51       | UGA         | TD de 4 yards par WR Javon Wims à la suite d'une réception d'une passe de QB Jake Fromm + 1 extra-point par K Rodrigo Blankenship      | 38    | 31    |
| 4           | 08:47       | 6           | 88          | 01:56       | OKLA        | TD de 11 yards par FB Dimitri Flowers à la suite d'une réception d'une passe de QB Baker Mayfield + 1 extra-point par K Austin Seibert | 38    | 38    |
| 4           | 06:52       | -           | -           | -           | OKLA        | TD à la suite d'un fumble recouvert et retourné sur 46 yards par DB Steven Parker + 1 extra-point par K Austin Seibert                 | 38    | 45    |
| 4           | 00:55       | 7           | 59          | 02:27       | UGA         | TD à la suite d'une course de 2 yards par RB Nick Chubb + 1 extra-point par K Rodrigo Blankenship                                      | 45    | 45    |
| ET1         | -           | 4           | 4           | -           | UGA         | FG de 38 yards par K Rodrigo Blankenship                                                                                               | 48    | 45    |
| ET1         | -           | 4           | 9           | -           | OKLA        | FG de 33 yards par K Austin Seibert | 48    | 48    |
| ET2         | -           | 2           | 25          | -           | UGA         | TD de 27 yards par RB Sony Michel | 54    | 48    |
| Score final | Score final | Score final | Score final | Score final | Score final | Score final | 54    | 48    |

## Statistiques
| Meilleur joueur (MVP) |         |       |
| Nom                   | Équipe  | Poste |
| Sony Michel           | Georgia | RB    |

| Statistiques par équipe                |                                                       |                                                       |
| Statistiques                           | UGA                                                   | OKLA                                                  |
| 1er down                               | 21                                                    | 24                                                    |
| 1er down à la course                   | 8                                                     | 11                                                    |
| 1er down à la passe                    | 12                                                    | 11                                                    |
| 1er down suite pénalité                | 1                                                     | 2                                                     |
| Conversion de 3e down                  | 3/11                                                  | 7/18                                                  |
| Conversion de 4e down                  | 0/0                                                   | 0/0                                                   |
| Jeux–yards                             | 63 jeux pour 527 yards                                | 81 jeux pour 531 yards                                |
| Yards à la course                      | 34 courses pour 317 yards moyenne de 9,3 yards/course | 45 courses pour 242 yards moyenne de 5,4 yards/course |
| Yards à la passe                       | 210                                                   | 289                                                   |
| Passes : Réussies-Tentées-Interceptées | 20/29 passes complétées, 0 interception               | 24/36 passes complétées, 1 interception               |
| Réussite en zone rouge/chances         | 3/3                                                   | 6/7                                                   |
| TD                                     | 7                                                     | 6                                                     |
| Field Goals                            | 2/3                                                   | 2/3                                                   |
| Sacks (Nombre-Yards)                   | 5 pour 43 yards adverses perdus                       | 2 pour 18 yards adverses perdus                       |
| Fumbles (Nombre/Perdus)                | 1/1                                                   | 0/0                                                   |
| Pénalités (Nombre/Yards perdus)        | 6 pour 39 yards perdus                                | 1 pour 5 yards perdus                                 |
| Temps de possession                    | 42:02                                                 | 32:58                                                 |

| Statistiques individuelles |                 |                                                                            |
| Quaterbacks                |                 |                                                                            |
| UGA                        | Fromm,Jake      | 20/29 passes complétées, 201 yards, 0 interception, 2 TDs, 2 sacks subis   |
| OKLA                       | Mayfield, Baker | 23/35 passes complétées, 287 yards, 1 interception, 2 TDs, 5 sacks subis   |
| Meilleurs coureurs         |                 |                                                                            |
| UGA                        | Michel,Sony     | 11 courses pour 181 yards nets gagnés, 3 TDs, moyenne de 16,5 yards/course |
| OKLA                       | Anderson, R.    | 26 courses pour 201 yards nets gagnés, 2 TDs, moyenne de 7,7 yards/course  |
| Meilleurs receveurs        |                 |                                                                            |
| UGA                        | Wims,Javon      | 6 réceptions pour 73 yards gagnés, 1 TD                                    |
| OKLA                       | Brown, Marquise | 8 réceptions pour 114 yards gagnés, 1 TD                                   |
| Meilleurs tacleurs         |                 |                                                                            |
| UGA                        | Smith,Roquan    | 11 tacles dont 4 en solo, 1TFL (2 yards)                                   |
| OKLA                       | Murray, Kenneth | 9 tacles dont 6 en solo, 2 TFL (12 yards), 1 sack (11 yards)               |